# Encena Cia. de Teatro
A Encena Cia. de Teatro é um grupo de teatro estável fundado em 1998 pelos atores Orias Elias e Walter Lins. Realiza suas atividades artísticas no Espaço Cultural Encena, inaugurado em 2007 no Jardim Jussara, Zona Oeste da cidade de São Paulo. 

## História
A Encena Cia. de Teatro reúne mais de vinte peças em seu repertório, de vários autores e estilos, do clássico ao contemporâneo, da comédia ao drama, sem abandonar o objetivo principal de dialogar com o seu público. Esses trabalhos incentivaram a formação de um núcleo de manifestações culturais contínuas, incluindo saraus, leituras dramáticas e apresentações musicais. Foi contemplada pelo Programa de Ação Cultural do Estado de São Paulo (Editais PROAC 2009 e 2015), que resultou na montagem de duas peças de Jorge Andrade, Os Ossos do Barão e A Escada, apresentadas em várias cidades do Estado. Premiada pelo Programa de Fomento ao Teatro para a cidade de São Paulo em 2011 e 2020, produziu a peça Janeiros...Pirou, Jussara?, sobre o drama das enchentes em São Paulo, tema revisitado no Projeto Cidade Submersa, de 2020. As demais peças do repertório são produzidas e cumprem temporada com recursos próprios.

## Inauguração da sede própria
O Espaço Cultural Encena foi aberto ao público com capacidade para 66 lugares em 2009, com a peça Jingobel, de Cláudio Simões, dirigida por Walter Lins, com Flávia D’Alima, Thânia Rocha e Lidia Sant’Anna.

## Cronologia
- 1997 – O Interrogatório, de Peter Weiss, Espaço Recriarte.
- 1998 – Antibióticos, de Gilberto Amendola, Barbatana.
- 1999 – Nossa Cidade, de Thornton Wilder, Teatro Alfredo Mesquita, Espaço Pirandello e Teatro da Praça.
- 2000 – Friquepauer Popcorne Show , Musical de Criação Coletiva, Studio 184.
- 2001 – O Grande Amor de Nossas Vidas, de Consuelo de Castro, Teatro Mars.
- 2002 – Espeto de Coração, de Gilberto Amendola, Studio 184.
- 2003 – O Mercador de Veneza, de William Shakespeare, Teatro Ruth Escobar.
- 2004 – Sex Shop Café, de Gilberto Amendola, Teatro Ruth Escobar, Teatro Augusta, Espaço Cultural Encena.
- 2006 – Leonor de Mendonça, de Gonçalves Dias, Teatro Augusta, Espaço Cultural Encena.
- 2006 – Júlia Quer Ser Fada, peça infantil de Walter Lins, Espaço Cultural Encena.
- 2008 – Nos 80... , de Gilberto Amendola, Teatro Augusta, Espaço Cultural Encena.
- 2008 – A Liga Subaquática Contra o Monstro da Poluição, Espetáculo de bonecos, Criação Coletiva, Espaço Cultural Encena.
- 2009 – Jingobel, de Claudio Simões, Espaço Cultural Encena, Teatro Augusta.
- 2009 – Os Ossos do Barão, de Jorge Andrade, Teatro Ruth Escobar, Espaço Cultural Encena.
- 2010 – A Peça é Comédia?, de Gilberto Amendola, Teatro Augusta e Espaço Cultural Encena.
- 2011 – Darwin, O Canto dos Canários Cegos, de Murilo Cesar Dias, Espaço Cultural Encena.
- 2012 – Janeiros... Pirou, Jussara? Pendurar a vovó no banheiro?!, de Gilberto Amendola, Espaço Cultural Encena.
- 2013 – Rapunzel, peça infantil, Adaptação de Walter Lins, Espaço Cultural Encena.
- 2013 – Toca Tom Zé, de Juscelino Filho, Espaço Cultural Encena.
- 2014 – Sexo Sacerdócio e Sangue, de Roberto Francisco, Espaço Cultural Encena, Espaço Parlapatões.
- 2014 - Participação na mostra Semana Jorge Andrade, Barretos-SP, com a peça Os Ossos do Barão.
- 2015 – A Escada, de Jorge Andrade, Espaço Cultural Encena.
- 2017 – Os Três Médicos, de Martins Pena, Espaço Cultural Encena.
- 2017 – O Diletante, de Martins Pena, Espaço Cultural Encena.
- 2018 – O Usurário, de Martins Pena, Espaço Cultural Encena.
- 2020 – Projeto Encena EnCasa (Criação de conteúdo on line para o Canal do YouTube da Companhia)
- 2021 - Projeto Cidade Submersa (Programa de Fomento ao Teatro) – em execução
- 2022 - Jussara City - O paraiso das Enchentes de Gilberto Amendola

## Outros Nomes
- Encena Produções Artísticas Ltda.
- Espaço Cultural Encena
- Cia. Encena
- Cia. de Teatro Encena